# Mjältön
Mjältön est une île suédoise.

## Géographie
Située au centre de la Haute Côte, elle fait partie de la municipalité de Vibyggerå socken (en). Il s'agit de l'île la plus élevée de Suède avec une altitude de 236 m. 